# Kamienica przy ulicy Szerokiej 15 w Krakowie
Kamienica przy ulicy Szerokiej 15 – zabytkowa kamienica, znajdująca się w Krakowie, w dzielnicy I przy ulicy Szerokiej, na Kazimierzu.
Kamienica została wzniesiona w 1842 roku. W latach 1854–1855 została przebudowana. W 1954 roku odbył się remont kamienicy.
21 marca 1968 kamienica została wpisana do rejestru zabytków. Znajduje się także w gminnej ewidencji zabytków.